# Намібія
22° пд. ш. 17° сх. д. / 22° пд. ш. 17° сх. д.
Намі́бія, Респу́бліка Намі́бія (англ. Namibia, афр. Namibië; до 1968 — Півде́нно-За́хідна А́фрика) — держава на південному заході Африки. Площа країни становить 825 118 км² (33-тє місце у світі). Населення: 3 млн осіб (139-те місце у світі). Столиця — місто Віндгук. Межує на півночі з Анголою і Замбією, на сході з Ботсваною і Південно-Африканською Республікою, на заході омивається водами Атлантичного океану. На північному сході територія Намібії вклинюється між Анголою, Ботсваною і Замбією у вигляді вузького коридору довжиною 483 км і шириною 80 км. Це так звана смуга Капріві, що дає країні вихід до річки Замбезі.
У країні поширені африкаанс (говорить 60 % білого населення), німецька, англійська (державна) мова та кілька місцевих мов.

## Географія

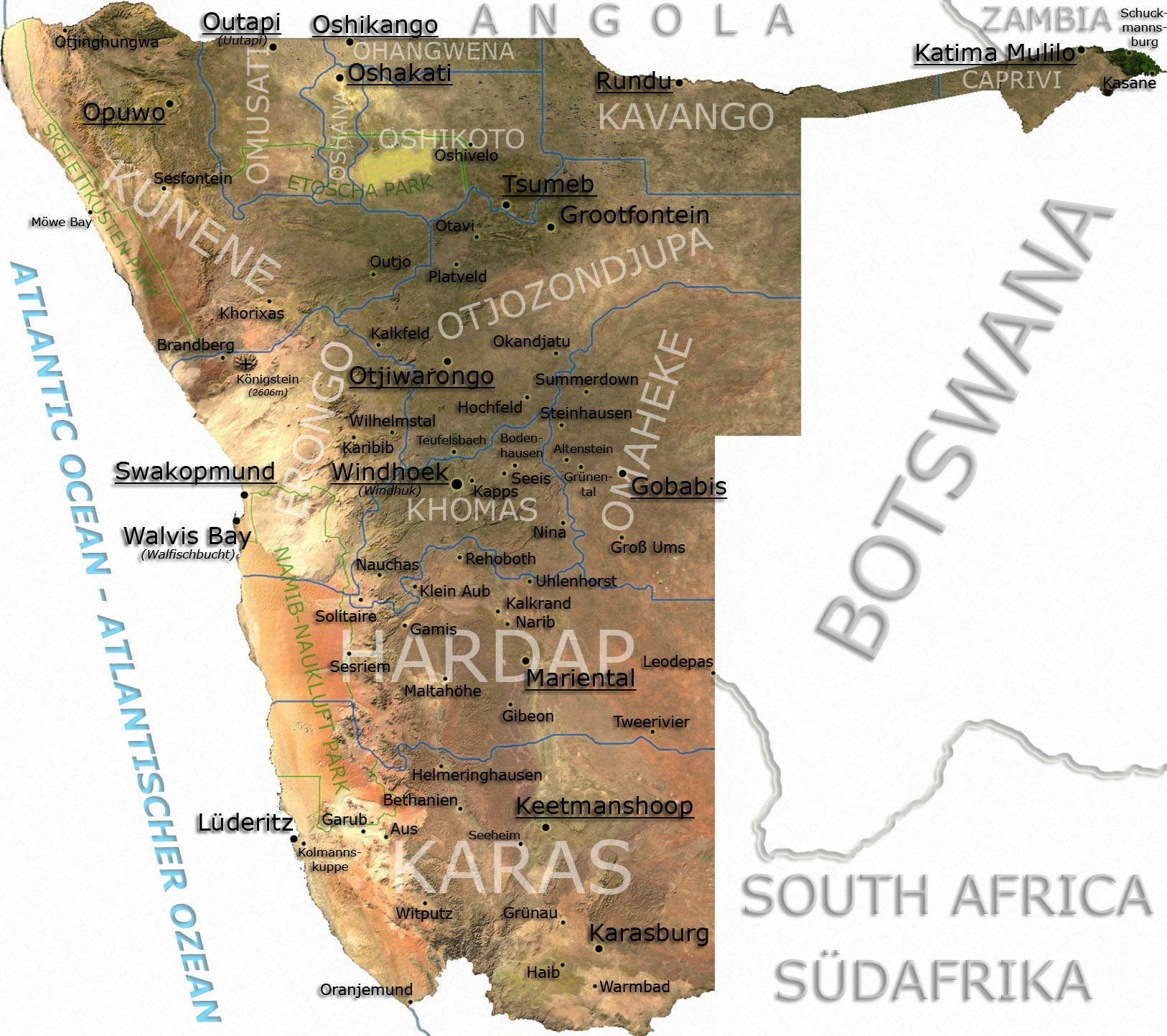
Детальна карта Намібії

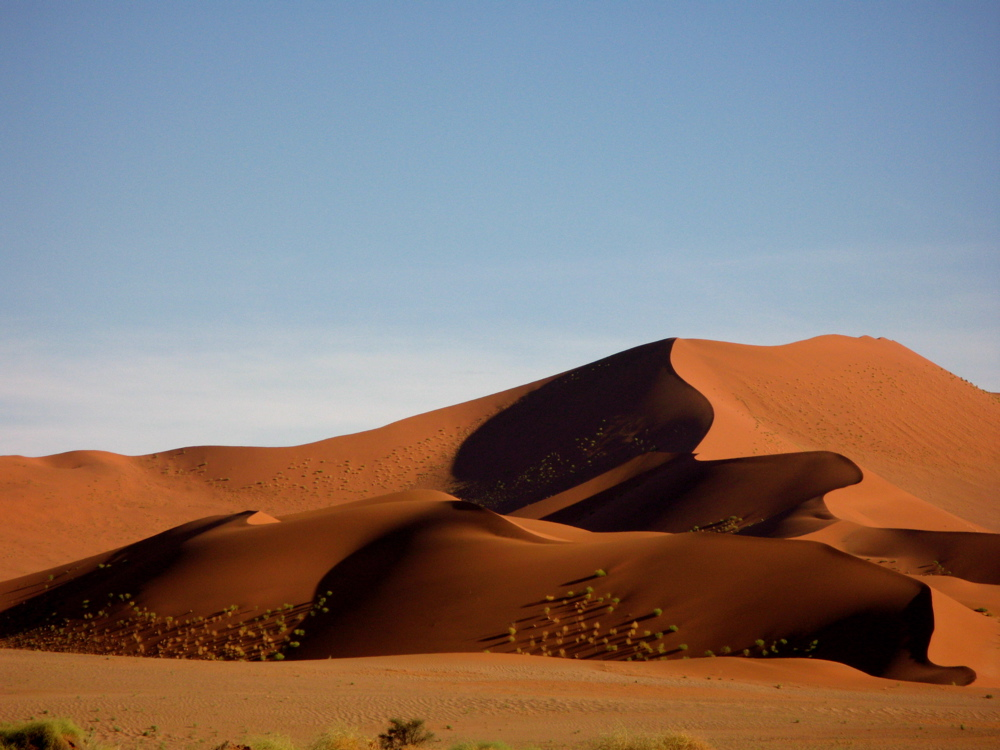
Дюни в пустелі Наміб

Держава знаходиться в західній частині Південної Африки, територія країни простягається з півночі на південь на 1320 км, а із заходу на схід — на 1420 км. На півночі межує з Анголою (спільний кордон — 1375 км) і Замбією (233 км); на сході — з Ботсваною (1360 км); на півдні — з Південно-Африканською Республікою (920 км). На заході омивається водами Атлантичного океану, загальна довжина берегової лінії 1570 км.
Більша частина території країни — плоскогір'я (до 2600 м), яке ступінчастим уступом обривається до прибережної пустелі Наміб. Клімат Намібії дуже сухий, тропічний. Річки — Оранжева та Кунене.
Берегова лінія загальною протяжністю бл. 1500 км вирівняна. Є тільки дві зручні бухти — Волфіш-Бей і Людериц.
У північних і південних районах узбережжя складене щебенисто-галечним матеріалом, а в центральних — піщаним. Вздовж узбережжя — пустеля Наміб, шириною 50—130 км, яка займає бл. 20 % території країни. Вітер переміщує прибережні піски з півдня на північ і утворює біло-жовті дюни висотою до 40 м. За прибережними дюнами тягнеться ланцюг довгих вузьких лагун. Тут зустрічаються солончакові западини округлої або овальної форми. З віддаленням від берега забарвлення дюн поступово переходить до червоного через збільшення вмісту оксидів заліза. Дюни у внутрішніх районах пустелі Наміб підіймаються до 300 м і є найвищими у світі. На сході поверхня пустелі Наміб рівнями підіймається до Великого Уступу. Тут місцями підносяться численні останцеві плато і гори. Одна з них гора Брандберґ (2579 м), складена гранітами, найвища точка країни. Вона оточена нижчими горами, які отримали назву «Дванадцять Апостолів». У печерах і на схилах Брандберґа збереглися наскельні малюнки первісних людей. Великий Уступ служить західним кордоном плоскогір'я, складеного кристалічними породами, переважно гранітами і гнейсами, які місцями перекриті кварцитами, пісковиками і вапняками. Плоскогір'я полого знижується в глибину материка і розчленоване на окремі масиви (Каоко, Овамбо, Дамара, Нама і інш.) тектонічними западинами. Найбільша з них — Калахарі — знаходиться на висоті бл. 900 м над р.м. Вона складається з червоних і білих пісків, що накривають кристалічні породи фундаменту. Піски утворюють дюни висотою до 100 м.
На півночі Намібії в безстічній улоговині знаходиться солончак Етоша площею бл. 5 тис. км². — найбільший в Африці. Коли його плоске дно, покрите вапняно-глинистою шкарупою, раз на декілька років заливається водою, утворюється тимчасове озеро глибиною до 1,5 м. Тут здавна ведеться видобуток солі.

## Історія
З найдавніших часів територія нинішньої Намібії була населена бушменами (санськими) племенами (які займалися полюванням і збиранням), пізніше туди прийшли готтентоти — нама і дамара (кочівники-скотарі).
Приблизно з XVI століття з півночі почали проникати племена банту — гереро, овамбо, каванго, йейе, тсвана і ін. Наприкінці XVIII століття овамбо відтіснили гереро, а також готтентотів, на південь. У 1830-х роках знову прийшло з Капської колонії готтентотське плем'я нама на чолі з вождем Йонкером Африканером і підкорило племена гереро і дамара.
Європейці прийшли в ці посушливі землі порівняно пізно — лише в 1878 році Велика Британія приєднала Волфіш-Бей до Капської колонії. В 1883 році німецький купець Адольф Людериц викупив ділянку узбережжя в районі бухти Ангра-Пекена у одного з місцевих вождів племені нама — за 200 рушниць і товарів вартістю 100 фунтів стерлінгів.
За англо-німецьким договору 1890 все узбережжя сучасної Намібії, виключаючи Волфіш-Бей, відійшло до Німеччини. Таким чином, були визначені межі колонії Німецька Південно-Західна Африка.
Німецька влада заохочували приїзд білих колоністів, які займали землі у місцевого населення. На початку 1904 року під керівництвом вождя Самуеля Магареро гереро підняли повстання, убивши більше сотні німецьких поселенців. Німеччина направила в Південно-Західну Африку 14 000 солдатів на чолі з генералом Лотаром фон Трота, який оголосив, що всі гереро повинні бути вигнані з країни. У битві при Ватерберзі гереро зазнали тяжкої поразки. Ті, що вижили, спробували дістатися через Калахарі в британське володіння Бечуаналенд (нині Ботсвана): Британія обіцяла дати гереро притулок, якщо вони не будуть продовжувати повстання. Багато загинуло, не витримавши цього переходу.
За даними 1905 року, коли німці провели перший перепис населення, в Південно-Західній Африці залишалося близько 25 000 гереро, в основному жінки і діти. Вони були поміщені в концентраційні табори, подібні тим, що англійці влаштовували в часи війни проти бурів.
Незабаром після придушення повстання гереро проти німців виступили нама. Їх лідерами були Хендрік Вітбоой і Якоб Моренго. Бойові дії тривали до березня 1907 року, коли було підписано мирну угоду (хоча Моренго вів партизанську війну і пізніше). Оцінки чисельності нама, загиблих в ході повстання, сильно коливаються: по всій видимості, їх було близько 40 тисяч.
У ході Першої світової війни, у 1915 році, війська Південно-Африканського Союзу захопили Намібію. У 1920 році ПАС отримав від Ліги Націй мандат на управління Південно-Західною Африкою. Після припинення діяльності Ліги ПАР відмовилася здати мандат і продовжувала контролювати цю територію, встановивши там режим апартеїда. ПАР розглядала Намібію як буфер, що захищає країну від «ворожих» держав Чорної Африки. Біла меншість Намібії була представлена в парламенті ПАР. Волфіш-Бей, що з 1878 року становив частину Капської колонії і не входив до складу Німецької Південно-Західної Африки, був включений англійцями до складу Південно-Західної Африки в 1915 році і був повернутий ПАР лише наприкінці 1970-х. Таким чином на момент прийняття Декларації ООН про деколонізацію (1960 рік), Волфіш-Бей опинився у складі Намібії, внаслідок чого держави-члени ООН не визнали його зворотню передачу до складу ПАР. Волфіш-Бей перейшов під контроль Намібії в 1994 році.

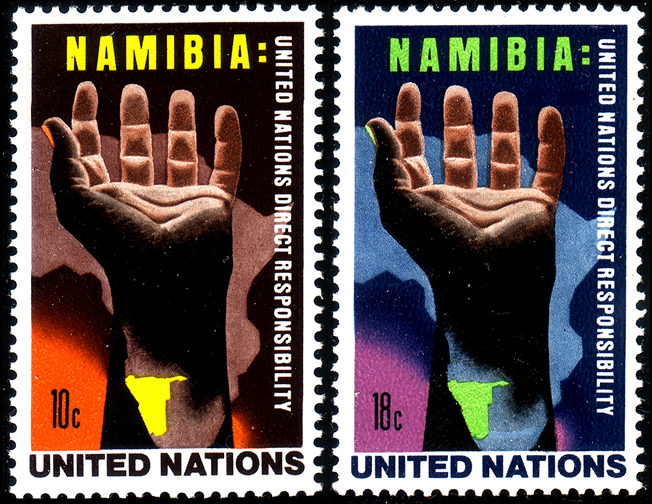
Серія поштових марок ООН, випущена для Намібії в 1975 році

З 1966 року Народна організація Південно-Західної Африки (СВАПО) почала боротьбу за незалежність від ПАР. Бази СВАПО розміщувалися на території Анголи і Замбії, а підтримку їм надавав Радянський Союз: офіційною ідеологією СВАПО був марксизм. Саме тоді вперше стало вживатися назва «Намібія». Міжнародне співтовариство також не визнавало право ПАР на управління цією територією. Проте лише в 1988 році влада ПАР погодилася піти з Намібії. 21 березня 1990 року в присутності Генерального секретаря ООН і президента ПАР була проголошена незалежність Намібії.
Першим президентом Намібії став лідер СВАПО Сем Нуйома. Він займав цей пост три терміни. 21 березня 2005 року президентом Намібії став колишній міністр із земельних питань Хіфікепуньє Похамба, який одержав на виборах більше 75 % голосів.
У 1994 році представники народу лозі оголосили про створення Армії визволення Капріві, метою якого є набуття незалежності цієї території, що спричинило за собою спробу збройного заколоту. Наразі протистояння стихло, з 2001 року смуга Капріві знову оголошена безпечною для туристів.

## Політична система
Намібія за формою правління є президентською республікою, глава держави — президент. Державний устрій — унітарна держава.

### Парламент

#### Політичні партії
На парламентських виборах 1 грудня 1999 року до парламенту Намібії пройшли наступні політичні партії:
- Народна організація Південно-Західної Африки — 55 місць (76 %);
- Демократичний альянс Турнхалле — 7 місць (10 %);
- Конгрес демократів — 7 місць (10 %)[2].

### Зовнішня політика
Намібія — член ООН з 1990 року.

#### Українсько-намібійські відносини
Уряд Намібії офіційно визнав незалежність України 30 грудня 1991 року, дипломатичні відносини з Україною встановлено 5 лютого 1992 року. Дипломатичних і консульських представництв в Україні не створено, найближче посольство Намібії, що відає справами щодо України, знаходиться в Москві (Росія). Справами України в Намібії відає українське посольство в Південно-Африканській Республіці.

### Державна символіка
- Державний прапор
- Державний герб
- Державний гімн

## Адміністративно-територіальній поділ

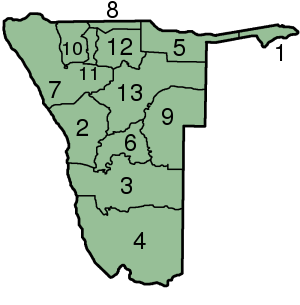
Адміністративні райони Намібії

В адміністративно-територіальному відношенні територія держави поділяється на: 13 регіонів (англ. regions), які в свою чергу діляться на 102 виборчих округи (англ. constituencies).
1. Замбезі
2. Еронго
3. Гардап
4. Карас
5. Окаванго
6. Кхомас
7. Кунене
8. Охангвена
9. Омахеке
10. Омусаті
11. Ошана
12. Ошикото
13. Очосондьюпа

У 1977—1992 роках Намібія ділилася на 26 округів. У серпні 1992 року округи були реорганізовані в райони.

## Збройні сили
Чисельність збройних сил у 2000 році складала 9 тис. військовослужбовців. Загальні витрати на армію склали 96 млн доларів США.

## Економіка
Намібія — відстала економічно держава, з розвиненою гірничою промисловістю. Валовий внутрішній продукт (ВВП) у 2006 році склав 15 млрд доларів США (127 місце у світі); що в перерахунку на одну особу становить 7,4 тис. доларів (86-те місце у світі). За даними Index of Economic Freedom, The Heritage Foundation за 2001 рік темп зростання ВВП — 1,5 %. Промисловість разом із будівництвом становить 28 % від ВВП держави; аграрне виробництво разом із лісовим господарством і рибальством — 11 %; сфера обслуговування — 61 % (станом на 2006 рік). Зайнятість активного населення у господарстві країни розподіляється наступним чином: 20 % — промисловість і будівництво; 47 % — аграрне, лісове і рибне господарства; 33 % — сфера обслуговування (станом на 2002 рік).
Надходження в державний бюджет Намібії за 2006 рік склали 2,2 млрд доларів США, а витрати — також 2,2 млрд; бюджет держави збалансований.
В економіці країни панує іноземний капітал. Прямі закордонні інвестиції — 74 млн доларів США.

### Валюта
Національною валютою країни слугує намібійський долар. У 2006 році за 1 долар США (USD) давали 6,8 намібійського долара.

### Промисловість
Головні галузі промисловості: гірнича, металургійна, шкіряна і харчова.

### Гірнича промисловість
Гірнича промисловість займається видобутком алмазів, мідної, цинкової, свинцевої, срібної, уранової та ін. руд.

### Енергетика
За 2004 рік було вироблено 1,4 млрд кВт·год електроенергії (експортовано 80 млн кВт·год); загальний обсяг спожитої — 2,8 млрд кВт·год (імпортовано 1,6 млрд кВт·год).
У 2004 році споживання нафти склало 18 тис. барелів на добу, природний газ не використовується для господарських потреб.

### Агровиробництво
У сільськогосподарському обробітку знаходиться _% площі держави. Головні сільськогосподарські культури: пшениця, сорго, кукурудза.
Головною галуззю агровиробництва в країні слугує тваринництво. Поголів'я великої рогатої худоби становить 2 млн голів, овець і кіз — 4 млн голів.
Значний прибуток приносить рибальство в прибережних холодних водах Бенгельської течії. За рік виловлюють 290 тис. тонн риби (4 місце серед африканських країн).

### Транспорт
Транспорт — автомобільний, залізничний, морський. Морські порти: Волфіш-Бей, Людериц. Невеликі аеродроми обслуговують малі міста, ділові і туристичні маршрути. Поблизу Віндгука знаходиться міжнародний аеропорт.

### Туризм
У 1996 році прибуток від іноземних туристів становив 265 млн доларів США.

### Зовнішня торгівля
Основні торговельні партнери Намібії: ПАР, Велика Британія, Іспанія, США, Німеччина.
Держава експортує: алмази (31 %), рибопродукти (29 %), жива худоба (8,1 %), м'ясопродукти (7 %), каракуль, мінеральну сировину. Основні покупці: Велика Британія (38 %); ПАР (24 %); Іспанія (12 %). У 2006 році вартість експорту склала 1,45 млрд доларів США.
Держава імпортує: транспортні засоби, продукти харчування, паливо-мастильні матеріали, хімічну продукцію. Основні експортери: ПАР (87 %); Німеччина, США, Японія. У 2006 році вартість імпорту склала 1,48 млрд доларів США.
Намібія експортує до України товарів менш ніж на 100 тис. доларів на рік. Це риба, морепродукти, а також хутросировина. Натомість імпортує Намібія продукцію машинобудування, чорні метали й молочні вироби на загальну суму близько 1,5 мільйона доларів. Намібія й Україна мають невеликі спільні проекти у сільському господарстві.

## Населення
Населення держави у 2006 році становило 2 млн осіб (140 місце у світі). Населення країни в 1951 році становило 430 тис. осіб, у 1970 році — 762 тис. осіб, у 1994 році — 1,5 млн осіб, у 2001 році — 1,6 млн осіб. Густота населення: 2,2 осіб/км² (191 місце у світі). Це друга після Монголії незалежна держава з найменшою густотою населення. Згідно зі статистичними даними за 2006 рік, народжуваність 24,3 ‰; смертність 18,9 ‰; природний приріст 5,4 ‰.
Вікова піраміда населення виглядає наступним чином (станом на 2006 рік):
- діти віком до 14 років — 38,2 % (0,39 млн чоловіків, 0,39 млн жінок);
- дорослі (15—64 років) — 58,1 % (0,59 млн чоловіків, 0,59 млн жінок);
- особи похилого віку (65 років і старіші) — 3,7 % (0,03 млн чоловіків, 0,04 млн жінок).

Намібія проводить перепис населення кожних 10 років. Після проголошення незалежності перший перепис проводився в 1991 році, наступні у 2001 та 2011 відповідно. Метод, за яким проводиться перепис, т. зв. de facto-метод, передбачає обчислення та запис кожного жителя країни в місці, де він перебуває в ніч перепису. Для цих цілей країна поділена на 4042 спеціальні статистичні зони, безвідносно до меж адміністративно-територіальних одиниць. Такий поділ також використовується під час загальнонаціональних виборів. Згідно з переписом населення 2011 року, у Намібії проживало понад 2 100 000 осіб.

### Урбанізація

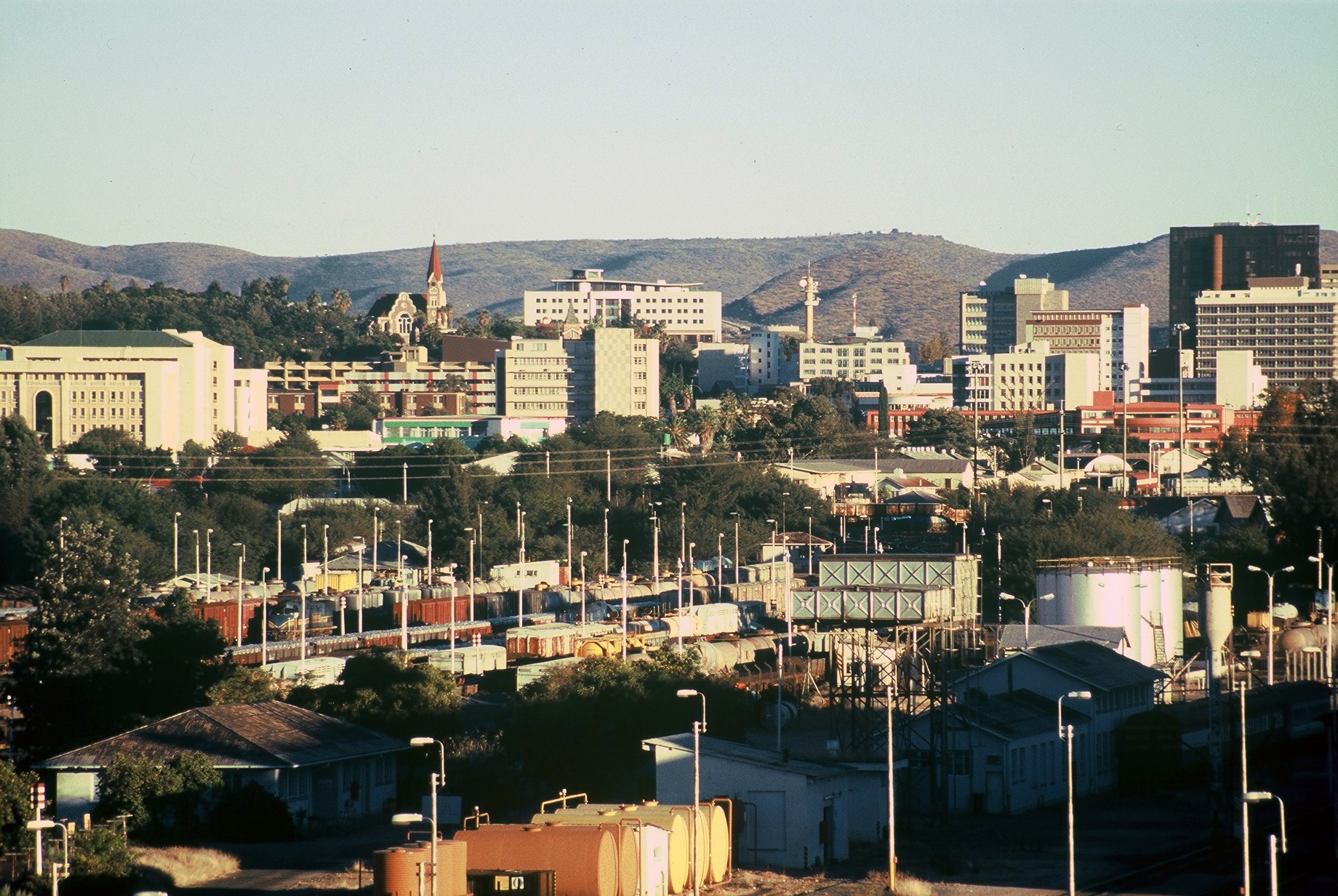
Столиця Намібії — Віндгук

Рівень урбанізованості в 1990 році склав 23 %. Головні міста держави: Віндгук (325 тис. осіб), Рунду (63 тис. осіб), Волфіш-Бей (62 тис. осіб) Свакопмунд (44 тис. осіб).

### Етнічний склад

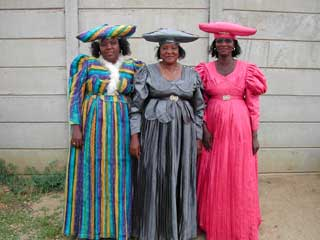
Група жінок гереро у Віндгуку

Головні етноси, що складають намібійську націю: народи банту (овамбо — 50 %, каванго — 9 %, гереро — 7 %) — 88 %, європейці — 6,4 %, метиси — 5,6.
Народ овамбо головно зосереджений на півночі країни, а також у містах на території усієї країни. Серед інших народів — гереро та хімба, які мають схожу мову, а також народ дамара, мовно споріднений з народом нама.
Окрім народів банту, у Намібії також проживають представники етнічних груп койсан (зокрема нама та бушмени), які є прямими нащадками автохтонних жителів Південної Африки, а також невелика група переселенців з Анголи та їх нащадків. Окрім того, в країні є дві групи змішаного населення — «кольорових» та «бастерів», які разом становлять 5,6 % населення. Серед іммігрантів з інших континентів помітна громада китайців.
Білі головно нащадки португальських, голландських, німецьких, британських та французьких колоністів) становлять 6,4 % населення. Це друга за численністю та відсотком громада афро-європейців у всій Субсахарській Африці після Південно-Африканської Республіки. Більшість білих намібійців релігійно та культурно пов'язане з білим населенням ПАР і послуговується мовою африкаанс. Проте є невелика група (близько 30 тис. осіб) намібійців, котрі вважають себе прямими нащадками німецьких колоністів і пов'язують себе з культурними, релігійними та освітніми традиціями материкової Німеччини. Майже всі португальські поселенці переселилися до Намібії з португальської колонії Анголи. Згідно з переписом населення 1960 року, у Південно-Західній Африці проживало 526 004 осіб, серед них — 73 464 білих (14 %).

### Мови
Державна мова: англійська. У країні поширені мова африкаанс (говорить 60 % білого населення) і німецька, кілька місцевих мов.

### Релігії
Головні релігії держави: протестантизм — 80 % населення, католицтво — 10 %, анімізм — 10 %.

### Охорона здоров'я
Очікувана середня тривалість життя в 2006 році становила 43,4 року: для чоловіків — 44,5 року, для жінок — 42,3 року. Смертність немовлят до 1 року становила 48,1 ‰ (станом на 2006 рік). Населення забезпечене місцями в стаціонарах лікарень на рівні 1 ліжко-місце на 170 жителів; лікарями — 1 лікар на 1,4 тис. жителів (станом на 1996 рік). 

### Освіта
Рівень письменності в 2003 році становив 84 %: 84,4 % серед чоловіків, 3,7 % серед жінок.
Витрати на освіту в 1996 році склали 4,7 % від ВВП.

### Інтернет
У 2001 році всесвітньою мережею Інтернет у Намібії користувались 9 тис. осіб.

## Культура

### Кухня
Національна кухня Намібії цікава і екзотична, склалася зі змішання місцевих традицій країни зі стравами і особливостями приготування, характерними для європейських кулінарних традицій. При цьому в деяких регіонах країни можна виявити вплив кулінарних традицій Азії та Центральної Африки.
Крім яловичини і баранини, в Намібії поширені більш екзотичні види м'ясних продуктів — такі, як м'ясо антилопи, зебри або крокодила. Популярні також пташині яйця і навіть деякі види комах. Одна з найпоширеніших серед місцевого населення страв — це тушковане м'ясо зі спеціями, «пойкікос». У більшості регіонів готують також м'ясо, копчене в диму — «раухфляйш». Велику різноманітність страв пропонує намібійська кухня любителям екзотичних продуктів — так, в деяких ресторанах можна спробувати приготованих зі спеціями черв'яків, смажену сарану і равликів, а також біфштекс з м'яса лева.
На відміну від більшості африканських країн, посушлива Намібія не тішить різноманітністю овочів і фруктів. З овочів у країні поширена невибаглива спаржа і деякі коренеплоди.
З алкогольних напоїв в Намібії варто спробувати місцеве пиво і вино, в тому числі екзотичне вино з кавунів «матакі», а також специфічного смаку пальмовий самогон «уаленде».